# Лупашко, Александра Сергеевна
Алекса́ндра Серге́евна Лупа́шко (род. 1 января 1992 года) — российский кинорежиссёр и актриса.

## Биография
Родилась 1 января 1992 года в Москве.
В 2012 году окончила  Высшее театральное Училище имени Щепкина на курсе Б. В. Клюева — специальность «драматический актёр театра и кино». В 2019 году окончила ВГИК (мастерская В. В. Меньшова, В. И. Тумаева) — специальность «режиссёр игрового кино».
В 2018 году дебютировала с короткометражным фильмом «Девочка и дерево желаний». Позже сняла короткометражный фильм «2050», который стал победителем 19 международных (Великобритания, Австралия, Бразилия, Норвегия, Дания, Италия) и российских кинофестивалей. Участник квалификационного фестиваля на «Оскар» в Копенгагене. Лонг лист «Золотого Орла» Участник МКФ.
В 2023 году сняла свой первый полнометражный фильм «Танцуй, Селёдка!» под эгидой кинокомпании «СТВ».

## Фильмография
| Год  | Название                                                                  |
| ---- | ------------------------------------------------------------------------- |
| 2023 | cериал Тетка- Norm Production для платформы OKKO                          |
| 2023 | фильм Танцуй, Селедка! — производство кинокомпании СТВ                    |
| 2022 | фильм Елки — 9 (новелла «Деревня и Адвокат»)                              |
| 2021 | к/м «Один день в году»- премьера- основной конкурс фестиваля «Короче»     |
| 2021 | к/м «Какая красота»- снят в рамках альманаха Шестнадцать+, по заказу KION |
| 2021 | сериал «Два»- производство Kulik Production по заказу KION                |
| 2019 | к/м «2050»                                                                |
| 2018 | к/м «Девочка и дерево желаний»                                            |

## Награды
2019- к/м «2050»- участник более 40 международных и российских фестивалей ,в том числе: 41-го ММКФ, шорт-лист премии «Золотой Орёл», 45-й Оденский Международный кинофестиваль в Дании.
Победитель «7th Discover Film Awards» в Лондоне, Победитель кинофестиваля «BCN FantasticFilm» в Барселоне, победитель фестиваля «Телемания», Победитель «9th International Film Festival» в Сан-Пауло.
2018- к/м «Девочка и дерево желаний» — Победитель: фестиваль «Святая Анна»- лучший игровой фильм, Great Message International Film Festival- Best story award , Zeroplus — лучшая исполнительница главной роли, Вгиковский Международный Фестиваль- лучшая актриса, лучшая работа звукорежиссера, Победитель первой Национальной молодежной кинопремии, Гран-при фестиваля «Иди и Смотри»
2023- «Танцуй, Селёдка!» - Фильм занял 3-е место в юбилейной 5-й Московской Арт Премии.

## Интервью и публикации
Премьера фильма «Танцуй, Селедка!» Режиссера Александры Лупашко (16 января 2024). Дата обращения: 27 февраля 2024 Источник: РБК Life
«Танцуй, селедка!» — полнометражный большой дебют 32-летней Александры Лупашко (23 января 2024) Дата обращения: 27 февраля 2024 Источник: Новая газета
Александра Бортич и Павел Майоров в черной комедии «Танцуй, селедка!». Фото и трейлер! (6 января 2024) Дата обращения: 28 февраля 2024 Источник: ОК!